# Енди Гил
Ендру Џејмс Далримпел Гил (енгл. Andrew James Dalrymple Gill; Манчестер, 1. јануар 1956 — Лондон, 1. фебруар 2020) био је енглески музичар и музички продуцент. Најпознатији је као суоснивач и соло гитариста пост-панк групе Gang of Four. 
Групу Gang of Four су 1976. у Лидсу основали Енди Гил (гитара) и Џон Кинг (певач), двојица пријатеља који су у то време похађали Универзитет Лидса. Изворну поставу групе употпуњавали су још басиста Дејв Ален и бубњар Хуго Бернам, али су се у наредним деценијама музичари на тим позицијама чешће мењали. И Кинг је 2011. напустио Gang of Four, док је Гил остао веран овом саставу све до своје смрти. 
Гил је преминуо 1. фебруара 2020. након кратке болести респираторног система. У новембру 2019. одсвирао је последњу турнеју с групом Gang of Four.

## Продуцентски рад
Гил је имао улогу продуцента или копродуцента на многим издањима, укључујући и све албуме Gang of Four. Између осталог, продуцирао је и деби албуме саставима Red Hot Chili Peppers, The Futureheads и Young Knives.
- —  (1979)
- —  (1981)
- —  (1982)
- —  (1982)
- —  (1984)
- —  (1988)
- —  (1991)
- —  (1995)
- —  (1997)
- —  (1998)
- —  (1998)
- —  (1999)
- Мајкл Хачинс — Michael Hutchence (1999)
- —  (1999)
- —  (2003)
- —  (2004)
- —  (2005)
- —  (2006)
- —  (2009)
- —  (2010)
- —  (2011)
- —  (2015)
- —  (2019)